# نويل هدسون
نويل هدسون هو قسيس ماليزي، ولد في 18 ديسمبر 1893، وتوفي في 5 أكتوبر 1970.